# Albéric de Cîteaux
Pour les articles homonymes, voir Albéric et Aubry.
Saint Albéric de Cîteaux (Albericus Cassinensis), parfois nommé Aubry de Cîteaux, mort le 26 janvier 1109, était un ermite qui, se joignant à Robert de Molesme, fit partie de l'équipe monastique fondatrice de ce qui devint l'ordre de Cîteaux.

## Vie
Albéric était ermite dans la forêt de Collan près de Laignes en Bourgogne. Avec cinq autres ermites, il invita Robert de Molesme à fonder un nouveau monastère avec eux qui vivrait intégralement la règle de saint Benoît. Robert guida ces ermites jusqu'à la forêt de Molesme et y fonda une communauté monastique en 1075. À Molesme, Robert servit comme abbé alors qu'Albéric était prieur. Ce nouveau monastère attira de nombreux moines qui se révélèrent peu fidèles à la règle. En conséquence, la communauté de Molesme se divisa et les moines s'opposèrent à Robert et Albéric. Robert quitta à deux reprises le monastère pour reprendre sa vie d'ermite, et chaque fois le pape lui ordonna de rejoindre la communauté. Lors d'une de ces absences, les moines emprisonnèrent Albéric pour avoir le champ libre.
En 1093, Robert quitta à nouveau le monastère, cette fois-ci avec Albéric et Étienne Harding. L'évêque de Langres demanda à Albéric de retourner à Molesme. Il s'exécuta, mais ne fit aucun progrès avec les moines dissolus. En 1098, vingt-et-un moines quittèrent Molesme pour rejoindre Robert, Albéric et Étienne, donnant ainsi à Robert la permission de fonder un nouveau monastère. Une parcelle de terrain dans une région inhospitalière leur fut concédée, permettant ainsi la création du monastère de Cîteaux.
Initialement, Robert était l’abbé de Citeaux et Albéric (Aubry) le prieur. Comme les moines de Molesme émirent une pétition pour que Robert leur revienne, en 1100 Robert quitta Cîteaux et Albéric devint le nouvel abbé. Sous Albéric, la règle bénédictine fut rendue plus austère encore. Il introduisit le capuchon blanc dans l’habit des moines, qui devint leur signe distinctif dans les représentations.

### Fête
Saint Albéric est liturgiquement commémoré le 26 janvier.